# Morčatovití
Morčatovití jsou čeledí hlodavců žijící v Jižní Americe. Mají krátké tělo a velké oči, aktivní jsou ve dne. Obývají především stepi a horské oblasti. Známo je 18 druhů v 6 rodech, z nichž nejznámější je morče domácí.
Morčatovití jsou býložravci, kteří žijí v menších skupinách.